# 分解者

樹木上的真菌

分解者（英語：decomposer）主要是生态系统中的各种细菌和真菌。它们能够分解动植物尸体和遗物中的有机物并且利用其中的能量，将有机物转化成为无机物供生产者如植物再利用，重新以有機物形式出現於食物鏈的基層。

## 細菌
細菌是重要的分解者，他們分布很廣而且可以分解有機物，1公克的土壤通常包含4000萬個細菌細胞，而且地球上的細菌形成1種生物量，這種生物量是超過全部現存的植物和動物，細菌在滋養物的循環是重要的，而許多滋養物的循環是依靠生物。

## 蠕蟲
不同類型的蠕蟲也被認為是分解的，因為它們充當清道夫。例如，一種蠕蟲，開始消耗蘋果有助於通過去除皮肉部位，露出了水果的內部的元素和其他分解劑，以加速其衰變。